# James Wilfred Cook
Sir James Wilfred Cook  (* 10. Dezember 1900 in South Kensington, London; † 21. Oktober 1975 in Budleigh Salterton bei Exeter) war ein britischer Chemiker.
Der Arbeitersohn studierte ab 1917 Chemie am University College London mit dem Bachelor-Abschluss 1920. Während er an einer Technikerschule lehrte, erhielt er 1921 den Master-Abschluss und wurde 1923 mit dem Thema Some derivatives of anthracene promoviert (Ph. D., sowie D. Sc. 1925). Nach kurzer Zeit am Chemical Research Laboratory in Teddington war er ab 1929 am Royal Cancer Hospital, an dem er 1932 Lecturer für pathologische Chemie wurde. 1939 wurde er Regius Professor für Chemie an der University of Glasgow und 1954 bis zur Emeritierung 1965 war er Rektor der University of Exeter.
Im Ruhestand war er 1966 bis 1970 an der Gründung verschiedener Universitäten in Afrika beteiligt (Kampala, wo er Vizerektor war, Nigeria, Botswana, Sambia) und beriet bei der neu gegründeten New University of Ulster in Nordirland.
Er zeigte, dass die krebserregenden Komponenten des Steinkohle-Teers polycyclische aromatische Kohlenwasserstoffe sind und entwickelte bei der systematischen Suche nach karzinogenen Substanzen die Bogert-Cook-Synthese von Phenanthren (1933). Er vermutete, dass Steroide krebserzeugend waren. Das von ihm synthetisierte Methylcholanthren (1934) war das damals stärkste bekannte Karzinogen.
Später befasste er sich mit der Untersuchung von Mitteln gegen Krebs, Zytostatika wie Colchicin und dessen Derivaten. Von diesem ausgehend, untersuchte er andere Kohlenwasserstoffe mit Ringen von 7 C-Atomen (Tropolone, Azulene). Er synthetisierte als Erster Tropolone und Thujaplicine (Isopropyltropolone).
1938 wurde er Fellow der Royal Society und 1940 der Royal Society of Edinburgh. 1954 erhielt er die Davy-Medaille.